# William Caspar Graustein
William Caspar Graustein (* 15. November 1888 in Cambridge (Massachusetts); † 22. Januar 1941 ebenda) war ein US-amerikanischer Mathematiker.

## Leben
Graustein studierte Mathematik an der Harvard University, wo er 1910 seinen Bachelor-Abschluss erwarb. Anschließend spezialisierte er sich in Differentialgeometrie, um in diesem Gebiet zu forschen. 1911 erwarb er an der Harvard University seinen Master-Abschluss. Im Herbst 1911 wechselte er zu Eduard Study an die Rheinische Friedrich-Wilhelms-Universität Bonn, wo er 1913 mit einer Arbeit zum Thema Eine reelle Abbildung analytischer komplexer Raumkurven mit summa cum laude promovierte. Als Study hörte, dass Graustein von den Büchern von Felix Klein zur Beschäftigung mit Geometrie inspiriert worden war, meinte er zunächst, er wäre so ganz und gar verdorben. Es entwickelte sich dann aber doch eine enge persönliche Beziehung und Study hatte große Einfluss auf Graustein.
Nach einer kurzen Zeit als Instructor an der Harvard University ging er 1914 als Assistant Professor an das neu gegründete Rice Institute der späteren Rice University nach Houston. In den folgenden vier Jahren baute er dort mit seinem Freund Griffith Conrad Evans das damals beste mathematische Zentrum der Südstaaten auf. Gegen Ende des Ersten Weltkriegs diente er als Leutnant auf dem Aberdeen Proving Ground (dem ballistischen Forschungszentrum der US-Armee). Von 1919 an war er bis zu seinem Tod (durch einen Verkehrsunfall) als Professor für Mathematik an der Harvard University tätig. 1932 bis 1937 stand er der Abteilung Mathematik vor.
Er befasste sich mit komplexer Geometrie und Invarianten der klassischen Differentialgeometrie, Parallelen auf Flächen und harmonischen Minimalflächen. Nach ihm und Hassler Whitney ist der Satz von Whitney-Graustein benannt.
1936 bis 1941 war er einer der Herausgeber der Transactions of the American Mathematical Society.
Er war seit 1921 mit der Mathematikerin Mary Graustein verheiratet, mit der er vor dem Zweiten Weltkrieg jeden zweiten Sommer in den Dolomiten verbrachte. 1945 gründete sein älterer Bruder Archibald in Havard den William Caspar Graustein Memorial Fond, der für eine nach ihm benannte Professur gestiftet wird. 1993 erweiterte Archibalds Sohn, der Geochemiker William C. Graustein, den Fonds um 50 Millionen US-Dollar.

## Ehrungen
1924 wurde Graustein in die American Academy of Arts and Sciences gewählt.
Zu Ehren von William Caspar Graustein, George David Birkhoff und William Fogg Osgood vergibt die American Mathematical Society seit 1970 den Leroy P. Steele Prize.

## Schriften
Bücher:
- mit W. F. Osgood: Plane and solid analytic geometry, 1921
- Introduction to higher geometry, 1930
- Differential Geometry, 1935

Aufsätze:
- Invariant methods in classical differential geometry, Bulletin AMS, August 1930, S. 489–521 (eine französische Abhandlung von ihm dazu erschien 1929 in Belgien)
- Parallelism and equidistance in classical differential geometry, Transactions of the AMS, Juli 1932, S. 557–593
- The geometry of Riemannian spaces, Transactions of the AMS, Juli 1934, S. 542–585
- Harmonic minimal surfaces, Transactions of the AMS, März 1940, S. 173–206